# Odontria carinata
Odontria carinata är en skalbaggsart som beskrevs av Given 1954. Odontria carinata ingår i släktet Odontria och familjen Melolonthidae. Inga underarter finns listade i Catalogue of Life.